# Vita Kuktienė
Vita Kuktienė, née le 6 août 1980 à Ukmergė, est une joueuse lituanienne de basket-ball, évoluant au poste d'ailière.

## Biographie
En 2013-2014 au Kibirkštis-VIČI Vilnius, elle inscrit 12,3 points, 4,8 rebonds, 2,3 passes décisives en Euroligue puis participe à la qualification de la Lituanie pour l'Euro 2015 avec 9,7 points et 3,7 rebonds de moyenne. À la fin de l'été, elle signe pour rejoindre le club espagnol d'Uni Girona ave lequel elle remporte le championnat d'Espagne 2015. Après une année 2014-2015 réussie (7,6 points et 2,9 rebonds), elle prolonge son contrat pour un second exercice.

## Palmarès
- Championne d'Espagne 2015

## Carrière
- 2000-2004 :  Lietuvos telekomas Vilnius (LMKL)
- 2004-2005 :  Arvi Marijampolė (LMKL)
- 2005-2006 :  Lietuvos telekomas Vilnius (LMKL)
- 2006-2007 :  Gospić Industrogradnja (A1 liga)
- 2007-2008 :  Stade clermontois Auvergne Basket 63 (LFB)
- 2009-2014 :  VIČI-Aistės Kaunas devenu VIČI-Aistės Vilnius
- 2014- :  Uni Girona

## Palmarès
- Championne d'Espagne 2015